# Theotimius laevicollis
Theotimius laevicollis là một loài bọ cánh cứng trong họ Bọ hung (Scarabaeidae).